# 1,2-bis(dimetilarsino)benzene
Il 1,2-bis(dimetilarsino)benzene, abbreviato in genere come diars, è il composto chimico di formula C6H4(As(CH3)2)2. In condizioni normali è un liquido incolore. Viene usato come legante chelato in chimica organometallica.

## Sintesi e reattività
Il diars si prepara per reazione tra 1,2-diclorobenzene e dimetilarseniuro di sodio:
C6H4Cl2 + 2NaAs(CH3)2 → C6H4(As(CH3)2)2 + 2NaCl
In presenza di ossigeno il diars reagisce formando il diossido, C6H4(As(CH3)2O)2.

## Chimica di coordinazione
Il diars fu preparato per la prima volta nel 1939 da Joseph Chatt e Frederick Mann, ma diventò ben noto solo dopo l'utilizzo che ne fece Ronald Nyholm per preparare complessi metallici con stati di ossidazione e numeri di coordinazione inusuali. Il diars può formare complessi a numero di coordinazione elevato perché è un legante piuttosto compatto e le distanze di legame As–M sono lunghe, in modo da evitare l'affollamento attorno al centro metallico. Alcuni esempi significativi sono i seguenti:
- [Ni(diars)2Cl2]Cl e [Ni(diars)2Cl2][ClO4]2, i primi complessi ottaedrici di Ni(III) e Ni(IV) preparati da Nyholm.[4][5]
- TiCl4(diars)2, uno dei primi complessi a numero di coordinazione otto dei metalli 3d.[6]
- [Fe(diars)2X2]2+ (X = Cl, Br, I), rari casi di complessi del ferro con stato di ossidazione maggiore di +3.[7]
- [Au(diars)2I2]+, raro caso di complesso di Au(III) con numero di coordinazione maggiore di 4.[8]

## Indicazioni di sicurezza
Il diars non è disponibile in commercio. Il composto non è classificato esplicitamente nella Direttiva 67/548/CE, ma come composto dell'arsenico va considerato molto tossico e pericoloso per l'ambiente.